# USS Carney (DDG-64)
«Карні» (англ. USS Carney (DDG-64)) — есмінець ВМС США типу «Арлі Берк».

## Історія створення

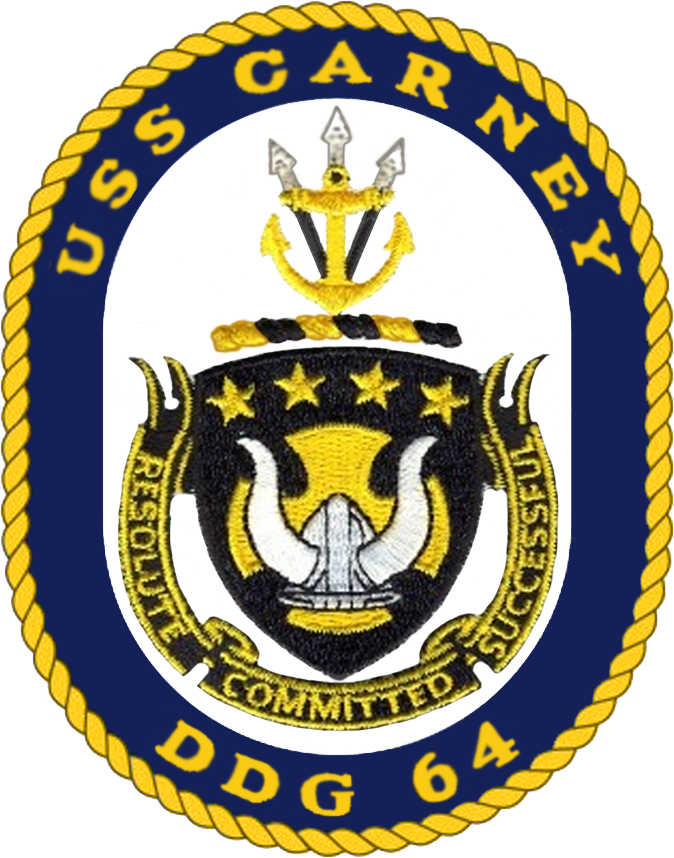
Герб судна

Судно було закладене 3 серпня 1993 року на верфі компанії Bath Iron Works в місті Бат, штат Мен. Спущене на воду 23 липня 1994 року. Судно названо на честь американського адмірала Роберта Карні. Дочка адмірала була присутня на церемонії спуску на воду. У 1996 році «Карні» прийнятий в експлуатацію та приписаний до військово-морської бази Мейпорт у Флориді.

## Історія служби
У 1997—1998 роках есмінець патрулював Середземне море у складі бойової групи авіаносця «Джордж Вашингтон». У 2002 році введений у склад бойової групи авіаносця «Джон Кеннеді». Цього ж року, разом з бойовою групою, брав участь у підтримці операції «Нескорена свобода» у Перській затоці.
У 2007—2008 роках введений до складу 10 авіаносної ударної групи ВМС США, очолюваної авіаносцем «Гарі Трумен». Виконував на Близькому Сході операція «Технічна безпека».
1 серпня 2011 року «Карні» введений до складу 1-ї постійної військово-морської групи НАТО. Під час патрулювання Атлантики есмінець попередив чотири спроби піратства у рамках операції «Океанський щит». У 2013—2014 роках базувався у Перській затоці на підтримку операцій морського перехоплення.
15 вересня 2015 року судно отримало новий порт приписки — американську військово-морську базу Рота в Іспанії. У липні 2016 року есмінець брав участь у порятунку сотні мігрантів, які на надувних човнах намагалися переплисти Середземне море.
У серпні 2016 року «Карні» брав участь в операції «Блискавка Персея» проти бойовиків ІДІЛ у Лівії. У листопаді 2016 року базувався у грецькому порті Драпецона, де забезпечував повітряну підтримку візиту Барака Обами до Афін.
У березні 2017 року брав участь у навчаннях НАТО у Шотландії.
З 5 по 11 січня 2018 корабель знаходився в Чорному морі для підтримки безпеки і регіональної стабільності. 12 серпня есмінець знову увійшов у Чорне море. Метою корабля, за даними прес-служби 6-го флоту ВМС США — є «проведення операцій по забезпеченню безпеки на морі, а також зміцнення сумісності флотів союзників і партнерів в регіоні»[джерело?].

### 2023
19 жовтня 2023 року було повідомлено, що після переходу Суецьким каналом в північній частині Червоного моря знищив три крилаті ракети та декілька безпілотних апаратів запущених хуситами з території Ємена. Згодом стало відомо, що всього протягом 9 годин з корабля було знищено 4 крилаті ракети та 19 БПЛА-камікадзе.
Згідно офіційних повідомлень невідомо, чи саме корабель був ціллю ракетного удару, чи, можливо, ракети прямували до Ізраїлю. На той час корабель входив до складу авіаносної ударної групи USS Gerald R. Ford (CVN-78).
Майже через місяць по тому, 15 листопада, в тому ж регіоні БПЛА хуситів був збитий з есмінця USS Thomas Hudner (DDG-116).
3 грудня 2023 року хусити обстріляли три цивільних вантажних судна в Червоному морі. Зокрема, були застосовані протикорабельні балістичні ракети та інші ракети. При цьому, з есмінця були знищені безпілотні літальні апарати невстановленого типу запущені також хуситами.